# Осиновый усач
Осиновый усач, или осиновый клит (лат. Xylotrechus rusticus) — вид жуков-усачей из подсемейства настоящих усачей. Распространён в Европе, на Кавказе, в Закавказье, Турции и северном Иране. Длина тела взрослых насекомых 10—20 мм. Кормовыми растениями личинок являются различные широколиственные деревья: тополь (особенно), бук, ива, берёза, липа, клён и др.

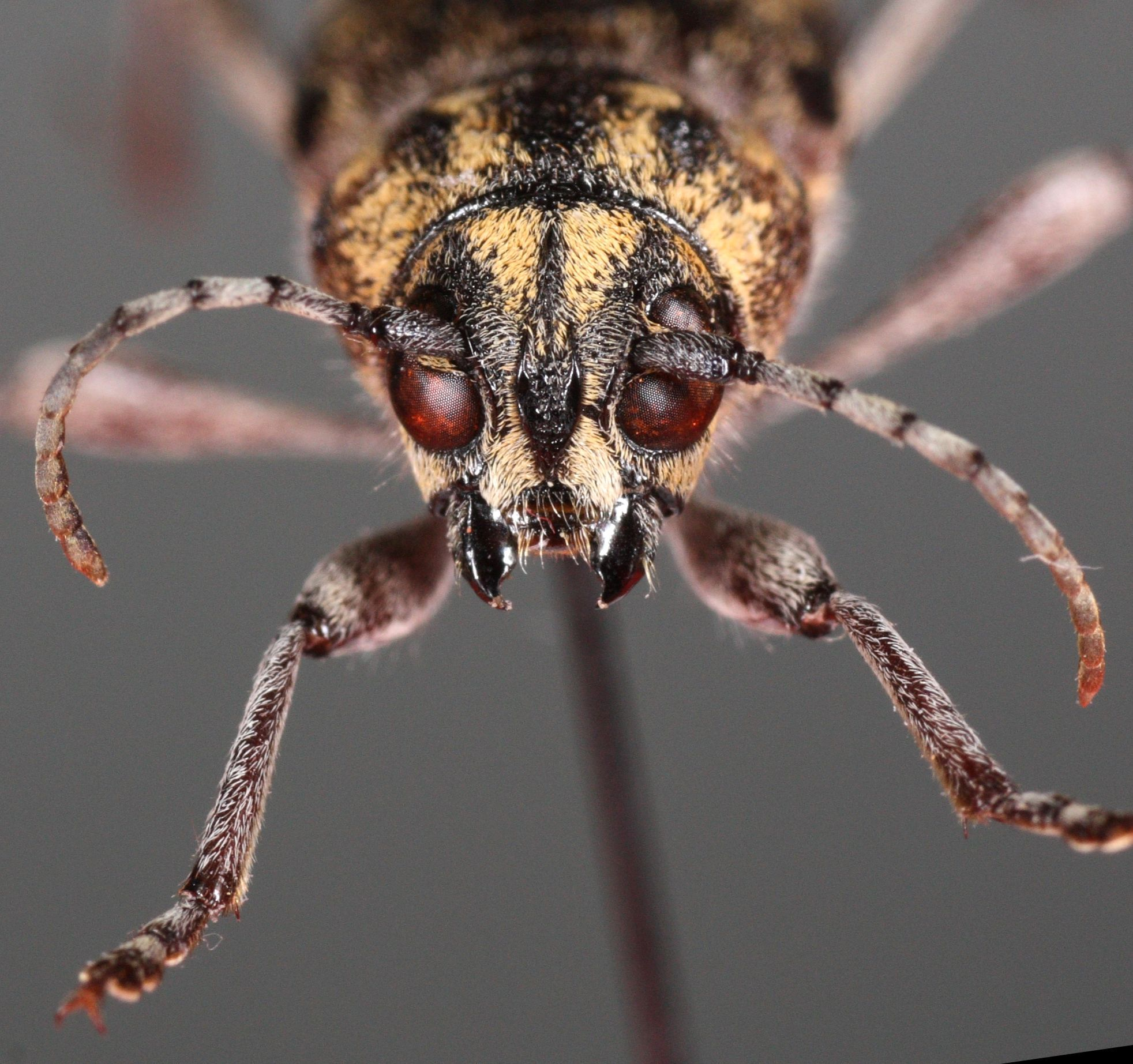